# ЦСК ВВС в сезоне 2008
В сезоне 2008 года женский футбольный клуб ЦСК ВВС (Самара) принял участие в первенстве Приволжского Федерального округа (МФС «Приволжье»). Команда заняла 1 место и игроки стали Чемпионками Приволжского Федерального округа.
Главным тренером была Разия Нуркенова.
Победители первенства МФС «Приволжье» выступали в таком составе: Поздеева Анастасия -4, Орлова Валентина , Егорова Виктория, Мещерякова Дарья, Нсанбаева Айгерим, Насырова Шахризада, Соколова Анастасия -5, Делёва Анна -5, Королева Елена, Юсупова Анастасия , Тельпуховская Полина -2, Сёмочкина Лада, Жильцова Елена, Юрина Алина, Бабенко Анастасия , Воробьева , Кононюк Мария .

## Чемпионат

### Результаты матчей
1-й тур в Тольятти с 27 по 29 июня.
| Команда                        | 1   | 2   | 3   | 4   | И | В | Н | П | РМ  | О |
| ------------------------------ | --- | --- | --- | --- | - | - | - | - | --- | - |
| 1. ЦСК ВВС (Самара)            |     | 1:0 | 3:0 | 2:0 | 3 | 3 | 0 | 0 | 6-0 | 9 |
| 2. РДЮСШ «Звезда» (Йошкар-Ола) | 0:1 |     | 3:3 | 4:0 | 3 | 1 | 1 | 1 | 7-4 | 4 |
| 3. Яшлек (Богатые Сабы)        | 0:3 | 3:3 |     | 1:1 | 3 | 0 | 2 | 1 | 4-7 | 2 |
| 4. Лада (Тольятти)             | 0:2 | 0:4 | 1:1 |     | 3 | 0 | 1 | 2 | 1-7 | 1 |

2-й тур в Самаре с 26 по 28 августа.
| Команда                        | 1   | 2   | 3   | 4   | И | В | Н | П | РМ   | О |
| ------------------------------ | --- | --- | --- | --- | - | - | - | - | ---- | - |
| 1. ЦСК ВВС (Самара)            |     | 5:0 | 6:0 | 6:0 | 3 | 3 | 0 | 0 | 17-0 | 9 |
| 2. Лада (Тольятти)             | 0:5 |     | 0:0 | 2:0 | 3 | 1 | 1 | 1 | 2-5  | 4 |
| 3. РДЮСШ «Звезда» (Йошкар-Ола) | 0:6 | 0:0 |     | 1:1 | 3 | 0 | 2 | 1 | 1-7  | 2 |
| 4. Яшлек (Богатые Сабы)        | 0:6 | 0:2 | 1:1 |     | 3 | 0 | 1 | 2 | 1-9  | 1 |